# パワーストーン

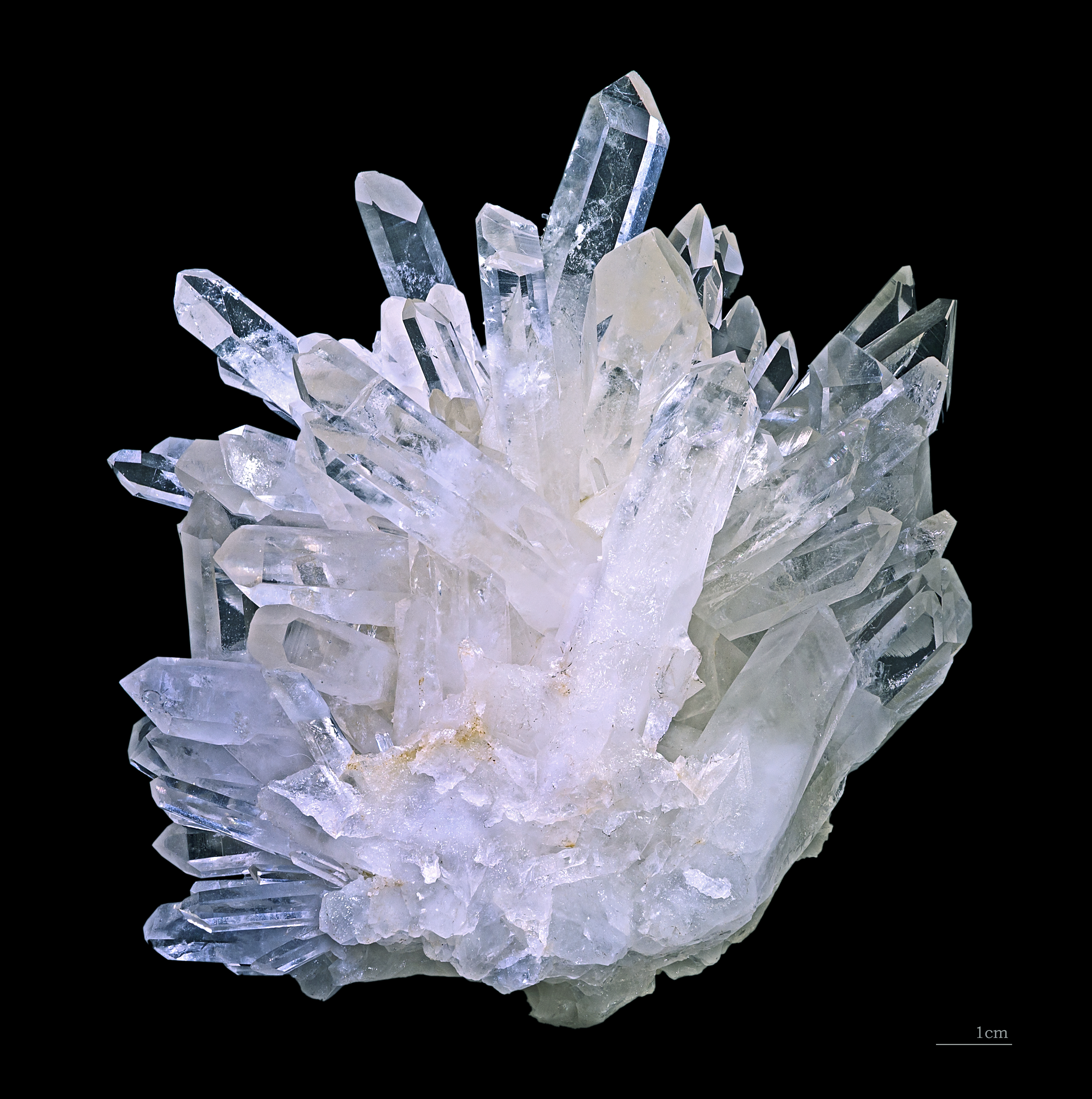
水晶の群晶

パワーストーンとは、宝石（貴石・半貴石）の中でもある種の特殊な力が宿っていると考えられている石のこと。その石を身に付けるなどしていると良い結果がもたらされると愛好家などから信じられている。
科学的合理主義の立場からは、そのような力が存在することは証明されていないため、疑似科学かオカルトのようなもの、または個人的な意思で信仰するお守りと同じものとして考えられている。
「パワーストーン」という言葉は、和製英語である。
英語圏では、結晶を意味する"Crystal"や、宝石を意味する"Gemstone"という表現が用いられるが、日本ではこれらに属する一部の石などが「パワーストーン」と呼ばれる。

## 概要

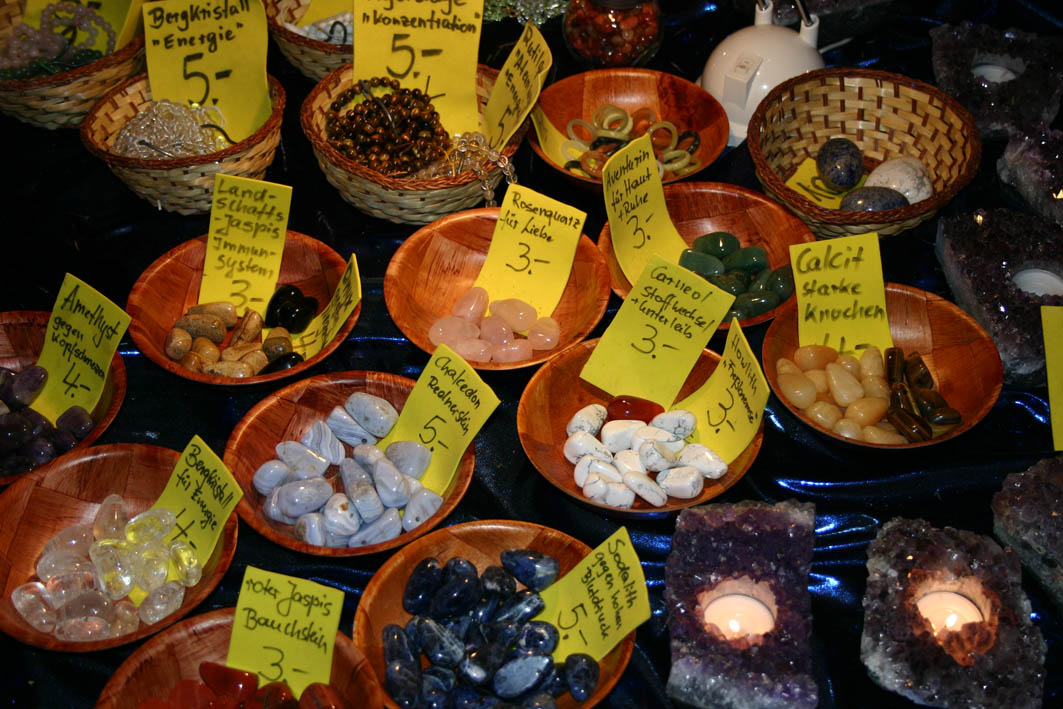
店頭で売られるパワーストーンの裸石や加工装飾品

パワーストーンの範囲は基本的に宝石類であるが、その範囲は広がっており鼈甲や象牙のような生物材料、金・銀のような貴金属、銅のような卑金属、化石類、果ては岩塩のような食品材料までがパワーストーンとして販売されている。また、とんぼ玉などのガラス工芸品について、パワーストーンと同じく色によるパワーを持つと標榜されることもある。なお、鼈甲や象牙についてはワシントン条約（絶滅のおそれのある野生動植物の種の国際取引に関する条約）で国際取引が禁止されているため、非合法に・または規制前に仕入れられたものを入手する必要がある。
歴史的には、古来から様々な民族のあいだで、貴石、宝石に特殊な力があると考えられてきた。ヒスイはマヤ文明やアステカ文明では呪術の道具として用いられており、紫水晶は西洋では魔術や毒を防ぐ力をもっていると信じられていた。
この宝石の力についての考えが1970年代アメリカ合衆国でのヒッピー文化に取り込まれ、石に癒やし（ヒーリング）の力があると解釈されるようになった。このとき、特に癒やしの力が大きいと考えられていたのが水晶である。「クリスタルパワー」という言葉が作られ、水晶による癒やしの効果が説かれるようになった。その効果の根拠としては、しばしば波動 (オカルト)などが持ち出される。珍奇な解釈としては、江原啓之はパワーストーンの中には「鉱物霊」なる神霊が宿っているのだと主張している。
これが1980年代後期以降ニューエイジムーブメントが日本に舶来したため、日本でも注目を浴びるようになり、従来はほとんど需要のなかった鉱物が大いに売れることとなった。その後は下火になったが、2000年代前期よりいわゆる「スピリチュアルブーム」の影響と思われるパワーストーンブームが再び起きている。著名人（芸能人、プロスポーツ選手）が身に着けていたり、前述の江原が書籍等で勧めるなどの影響も考えられ、ブームの影響により価格が高騰しているものもある。アクセサリーの一部として販売されることが一般的だが、研磨前の原石が販売されることも多く、また、水晶や紫水晶のように群晶（クラスター）をそのまま販売するもの、黄銅鉱のように母岩ごと採集して販売するものなど様々な形態がある。
ニューエイジとの親和性が高いため、ヒーリングや慈愛、自我の解放、宇宙意識の喚起、恋愛の成就、金儲け、ギャンブルの勝利、異性にモテるなどの世俗的な効果を喧伝してパワーストーン販売が行われている。
一方で、パワーストーンが病気に効くなどと謳うことについて、厚生労働省の医薬食品局監視指導・麻薬対策課は、薬事法に抵触するとの見解を示している。

## 呼び名
水晶等においては、特定の産地や形状のものに独自の呼び名をつけ、商品として商標登録されているものもある。これらはあくまでも「パワーストーン」としての呼び名であり、鉱物としての呼び名ではない。